# Cerro Cosapilla
Cerro Cosapilla är ett berg i Chile.   Det ligger i provinsen Provincia de Parinacota och regionen Región de Arica y Parinacota, i den norra delen av landet, 1 700 km norr om huvudstaden Santiago de Chile. Toppen på Cerro Cosapilla är 5 377 meter över havet, eller 701 meter över den omgivande terrängen. Bredden vid basen är 16,7 km.
Terrängen runt Cerro Cosapilla är huvudsakligen lite bergig. Trakten runt Cerro Cosapilla är nära nog obefolkad, med mindre än två invånare per kvadratkilometer.. 
Omgivningarna runt Cerro Cosapilla är i huvudsak ett öppet busklandskap.